# Senaat van Wyoming

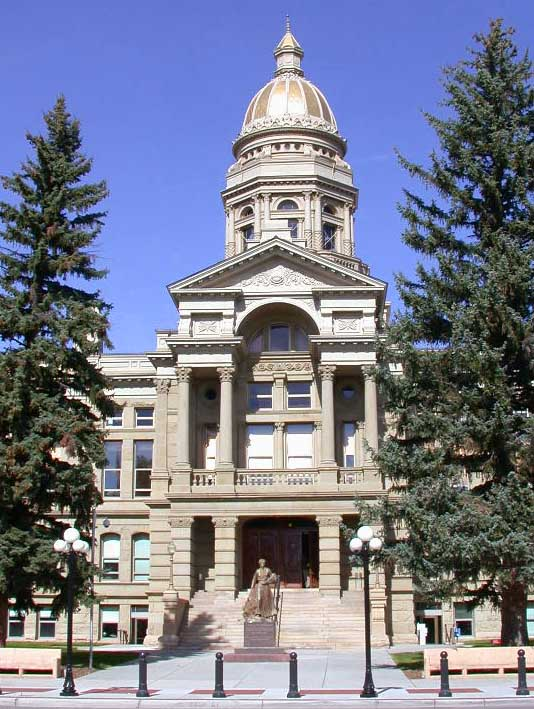
Vooraanzicht van het Capitool van Wyoming in Cheyenne waar ook de senaat huist.

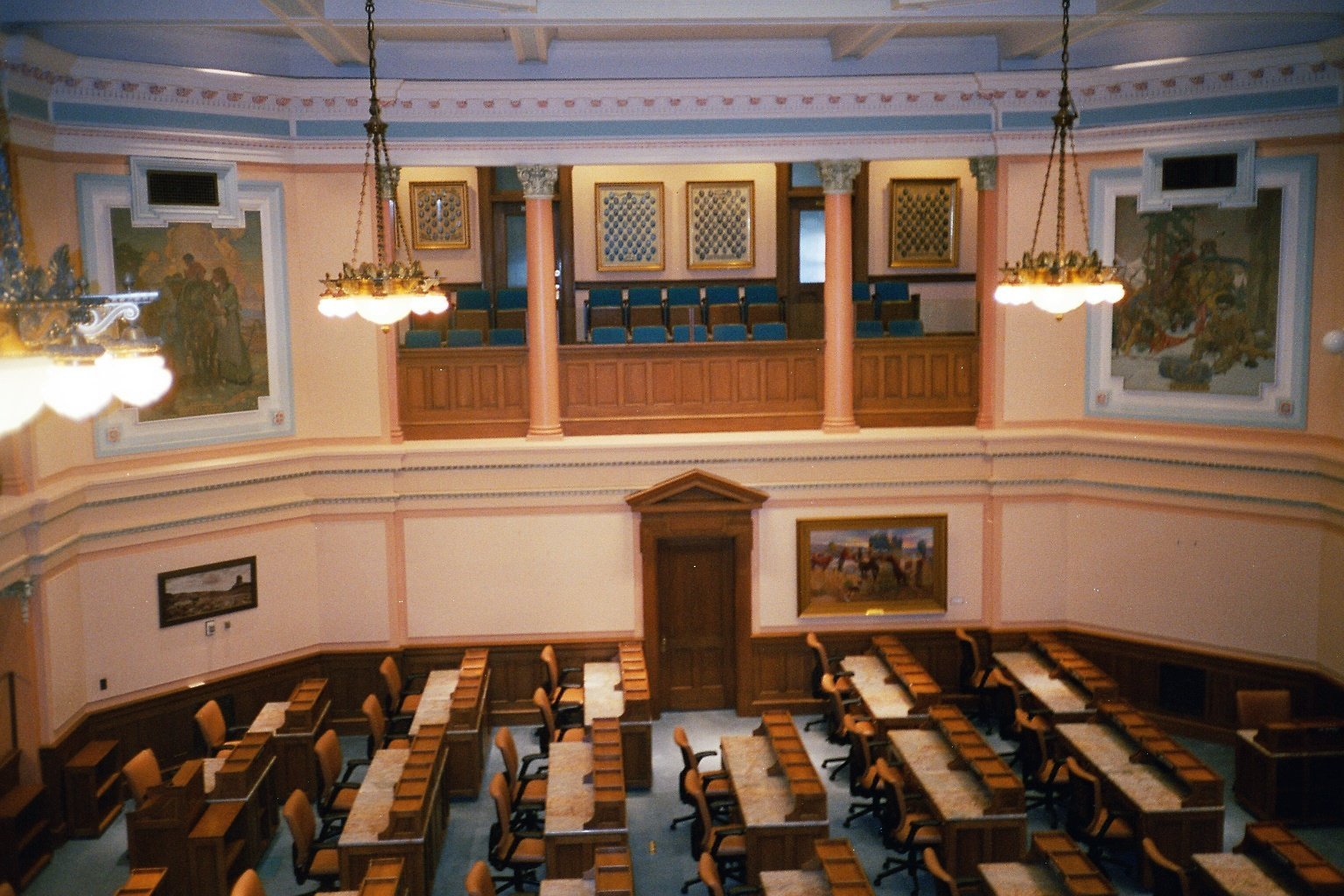
Senaat van Wyoming in het Capitool

De Senaat van Wyoming (Engels: Wyoming State Senate) is het Hogerhuis van de Wyoming State Legislature, de wetgevende macht van de staat Wyoming in de Verenigde Staten. De senaat van Wyoming telt sinds 1967 30 senatoren die verkozenen zijn in evenveel verschillende kiesdistricten in de staat. Elke senator heeft een termijn van vier jaar. De Senaat komt bijeen in de Capitool in de hoofdstad van de staat, Cheyenne.
Elk van de dertig kiesdistricten telt minstens 17.000 inwoners. De verkiezingen worden georganiseerd om de twee jaar in begin november van de even jaren.  Bij elk van deze verkiezingen wordt de senatoren van een andere helft van de senaat verkozen, voor een termijn van vier jaar beginnend op de eerste maandag van het jaar volgend op de verkiezing. Deze selectie is gebaseerd op het nummer van de kiesdistricten. Senatoren van districten met oneven nummer worden bij dezelfde verkiezingen gekozen, senatoren van districten met even nummer volgen twee jaar later. Van 1994 tot 2004 kon een senator slechts tweemaal herkozen worden.  Sinds 2004 is deze beperking van termijn terug afgeschaft.
Een senaat in een Amerikaanse staat heeft  de bevoegdheden de benoemingen van de gouverneur voor zijn kabinet, verschillende commissies, bestuursorganen en rechters voor de Wyoming Supreme Court te bevestigen of te overroepen. 
De senaat heeft maximaal 40 normale zittingsdagen per jaar. Voor budgetbesprekingen kunnen bijkomende zittingsdagen toegevoegd worden, maar dan mag het totaal aantal zittingsdagen de zestig niet overschrijden.

## Samenstelling van de senaat
Bij de verkiezingen voor de eerste legislatuur in 1890 werden 16 senatoren verkozen. Dit aantal is daarna gegroeid en sinds 1967 telt de senaat dertig leden.
De senaat van de staat Wyoming is sinds de eerste legislatuur bijna ononderbroken samengesteld met een Republikeinse meerderheid. De enige uitzonderingen hierop waren de periode van 1935 tot 1938, de 23ste en 24ste legislatuur, waar de Democraten een meerderheid hadden, en de 43ste legislatuur (1975-1976) toen beide partijen evenveel zetels innamen.
| Affiliatie                                | Partij     | Partij        | Totaal |        |
| ----------------------------------------- | ---------- | ------------- | ------ | ------ |
| Affiliatie                                |            |               | Totaal |        |
| Affiliatie                                | Democraten | Republikeinen | Totaal | Vacant |
| Einde van de 59ste legislatuur(2007-2008) | 7          | 23            | 30     | 0      |
| Einde van de 60ste legislatuur(2009-2010) | 7          | 23            | 30     | 0      |
| Einde van de 61ste legislatuur(2011-2012) | 4          | 26            | 30     | 0      |
| Einde van de 62ste legislatuur(2013-2014) | 4          | 26            | 30     | 0      |
| Einde van de 63ste legislatuur(2015-2016) | 4          | 26            | 30     | 0      |
| Einde van de 64ste legislatuur(2017-2018) | 3          | 27            | 30     | 0      |
| Begin van de 65ste legislatuur(2019-2020) | 3          | 27            | 30     | 0      |
| Huidige samenstelling                     | 10,0%      | 90,0%         |        |        |